# Lisne (obwód kijowski)
Lisne (ukr. Лісне) – wieś na Ukrainie, w obwodzie kijowskim, w rejonie buczańskim, w hromadzie Dmytriwka. W 2001 liczyła 442 mieszkańców, wśród których 432 wskazało jako ojczysty język ukraiński, 9 rosyjski, a 1 inny.